# Crotelles
Crotelles é uma comuna francesa na região administrativa do Centro, no departamento Indre-et-Loire. Estende-se por uma área de 15,86 km². Em 2010 a comuna tinha 692 habitantes (densidade: 43,6 hab./km²).